# Nörd-Karlsvattnet
Nörd-Karlsvattnet är en sjö i Örnsköldsviks kommun i Ångermanland och ingår i Husåns huvudavrinningsområde. Sjön har en area på 0,208 kvadratkilometer och ligger 185,5 meter över havet.

## Delavrinningsområde
Nörd-Karlsvattnet ingår i det delavrinningsområde (706403-165461) som SMHI kallar för Utloppet av Nörd-Karlsvattnet. Medelhöjden är 265 meter över havet och ytan är 3,68 kvadratkilometer. Det finns inga avrinningsområden uppströms utan avrinningsområdet är högsta punkten. Vattendraget som avvattnar avrinningsområdet har biflödesordning 3, vilket innebär att vattnet flödar genom totalt 3 vattendrag innan det når havet efter 55 kilometer. Avrinningsområdet består mestadels av skog (88 procent). Avrinningsområdet har 0,21 kvadratkilometer vattenytor vilket ger det en sjöprocent på 5,6 procent.